# Хаджи-Насрулла Капирский
Хаджи Насрулла-эфенди аль-Кабири аль-Курали (лезг. Кьапир Гьажи Насруллагь; 1810 г, Капир, Дагестан — 1859, Гуниб, Дагестан) — лезгинский исламский учёный-богослов - религиозный деятель, полководец, политический советник, наиб имама Шамиля, участник Кавказской войны. Командовал отдельным оборонительным укреплением во время блокады и штурма Гуниба русскими войсками в августе 1859 года, погиб в сражении. По национальности лезгин.